# Parròquia de Sant Francesc d'Assís de Sabadell
La parròquia de Sant Francesc d'Assís és una parròquia catòlica de Sabadell de l'orde dels Franciscans situada al carrer de Pizarro nº 16-24, al barri de la Creu de Barberà.